# صالح شحادة
صالح أحمد صالح شحادة (ولد في 25 أغسطس 1994) هو لاعب كرة قدم فلسطيني، يلعب مهاجما لصالح نادي ثون السويسري.
ولد في آلتنكيرشن بألمانيا، لكنه انتقل للعيش في سويسرا بعمر 7 سنوات.
لعب أولى مبارياته لصالح منتخب فلسطين لكرة القدم أمام المنتخب الباكستاني لكرة القدم والتي انتهت بفوز المنتخب الفلسطيني 2-1.

## روابط خارجية
- صالح شحادة على موقع الاتحاد الأوربي (الإنجليزية)
- صالح شحادة على موقع قاعدة بيانات كرة القدم.إي يو (الإنجليزية)
- صالح شحادة على موقع ناشيونال فوتبول تيمز (الإنجليزية)
- صالح شحادة على موقع Soccerway.com (الإنجليزية)
- صالح شحادة على موقع عالم كرة القدم.نت (الإنجليزية)
- صالح شحادة على موقع AS.com (الإسبانية)